# Hexatoma (Eriocera) perrara
Hexatoma (Eriocera) perrara is een tweevleugelige uit de familie steltmuggen (Limoniidae). De soort komt voor in het Neotropisch gebied.